# IronMan 70.3 Antwerpen
De Ironman 70.3 Antwerpen was een Ironman 70.3-triatlon te Antwerpen, België. 
De wedstrijd werd van 2004 tot 2012 jaarlijks gehouden over een afstand van zwemmen (1,9 km), wielrennen (90 km) en hardlopen (21 km). Via deze wedstrijd kon men zich plaatsen voor het wereldkampioenschap triatlon, de Ironman Hawaï.

## Geschiedenis
De wedstrijd ontstond in 2004 onder de naam 'Marc Herremans Classic' en was sindsdien de belangrijkste triatlonwedstrijd in België. 
De eerste twee edities werden georganiseerd op het Circuit van Zolder om pas sinds 2006 Antwerpen te starten in het Galgenweel te Linkeroever. De laatste editie werd georganiseerd in 2012 en werd gewonnen door Bart Aernouts bij de mannen en Nicola Spirig bij de vrouwen.

## Palmares

### Vrouwen
IronMan 70.3 Antwerpen (2006–heden)
2012
1. Bart Aernouts 3:44.50
2. Bert Jammaer 3:48.37
3. Stanislav Krylov 3:51.43

2011
1. Bart Aernouts  3:45.37
2. Axel Zeebroek  3:48.25
3. Markus Fachbach 3:54.31

2010
1. Bart Aernouts  3:43.47
2. Marino Vanhoenacker  3:45.07
3. Dirk Bockel 3:45.54

2009
1. Marino Vanhoenacker  3:41.45
2. Paul Matthews 3:45.21
3. Bert Jammaer  3:46.43

2008
1. Marino Vanhoenacker  3:45.32
2. Luc Van Lierde  3:46.32
3. Teemu Toivanen 3:51.37

2007
1. Marino Vanhoenacker 3:50.06
2. Andrew Johns 3:57.29
3. Stijn Demeulemeester 4:00.29

2006
1. Andrew Johns 3:38.00
2. Rutger Beke 3:40.18
3. Pete Jacobs 3:42.53

2012
1. Nicola Spirig 4:10.47
2. Susie Hignet 4:23.36
3. Heleen bij de Vaate 4:25.48

2011
1. Sofie Goos 4:21.24
2. Sophie De Groote4:22.40
3. Natascha Badmann 4:26.44

2010
1. Sofie Goos 4:13.57
2. Rachel Joyce 4:16.24
3. Emma-Kate Lidburry 4:19.55

2009
1. Sofie Goos 4:08.06
2. Belinda Granger 4:08.24
3. Delphine Pelletier 4:09.46

2008
1. Belinda Granger 4:12.55
2. Felicity Hart 4:15.18
3. Tine Deckers 4:16.53

2007
1. Rebecca Preston 4:19.14
2. Yvon Van Vlerken 4:21.28
3. Cora Vlot 4:29.34

2006
1. Yvonne van Vlerken 4:07.29
2. Lisbeth Kristensen 4:12.47
3. Tine Deckers 4:19.09

Marc Herremans Classic (2004–2005)
2005
1. Norman Stadtler
2. Marino Vanhoenacker
3. Lothar Leder

2004
1. Lothar Leder 3:55.01
2. Marino Vanhoenacker 3:56.26
3. Cyrille Neveu 3:57.34

2005
1. Inge Vancauwenberghe
2. Kristien Vleugels
3. Nicole Leder

2004
1. Nicole Leder 4:18.53
2. Françoise Wellekens 4:21.19
3. Inge Vancauwenberghe 4:30.10